# Grindelia robusta
Grindelia robusta Nutt. è una pianta della famiglia delle Asteraceae.

## Descrizione
Erba perenne alta fino a 1 metro, con foglie alterne, dentate e semiamplessicauli; capolino formato da fiori giallo-arancio con alla base una foglia modificata avente una spina ricurva che essuda una resina marrone.

## Distribuzione e habitat
Originaria del Nord America, coltivata in Europa

## Principi attivi
Acidi diterpenici (acido grindelico), flavonoidi (quercetina, crisocriolo, canfora), saponine triterpeniche, olio essenziale (0,5%)

## Usi
Dai capolini che secernono la resina balsamica si ricavano preparazioni farmaceutiche sotto forma di sciroppi, compresse per il trattamento dei disturbi del tratto respiratorio: asma, bronchite e tosse, con proprietà mucolitiche, antitussive, antifiammatorie e antibatteriche